# Geina sheppardi
Geina sheppardi (tên tiếng Anh: Sheppard's Plume Moth) là một loài bướm đêm thuộc họ Pterophoridae. Nó được tìm thấy miền tây Bắc Mỹ, bao gồm Ontario và Wisconsin.
Sải cánh dài khoảng 15 mm. Con trưởng thành bay từ tháng 5 đến tháng 6. Có một lứa một năm.
Ấu trùng ăn các loài Vitis.